# 1894 en el cinema
Aquest article és una llista d'esdeveniments sobre el cinema que es van produir durant el 1894.

## Esdeveniments
- January 7 
  - William Kennedy Dickson rep una patent per realitzar una pel·lícula d'imatges en moviment.
  - Thomas Edison enregistra "Fred Ott's Sneeze" amb el quinetoscopi a "Black Maria".[1]
- 14 d'abril – La primera presentació comercial del quinetoscopi té lloc al Kinetoscope Parlor de Holland Brothers al 1155 Broadway, ciutat de Nova York.[2]
- June 6 - Charles Francis Jenkins projecta una pel·lícula rodada davant una audiència a Richmond, Indiana. És la primera projecció documentada d'una pel·lícula cinematogràfica.[3]
- Thomas Edison experiments amb la sincronització d'àudio amb el cinema; es inventa el quinetòfon que sincronitza sense voler una imatge de quinetoscopi amb un fonògraf cilíndric.[4]
- Les sales de quinetoscopis comencen a obrir-se a les principals ciutats. Cada sala conté diverses màquines.
- Birt Acres crea un format de 70 mm, que fa servir per rodar el Henley Royal Regatta.[5]

## Pel·lícules

### Birt Acres
- Crows on Saffron Hill
- Haycart Crossing Hadley Green, Middlesex

### Charles-Émile Reynaud
- Autour d'une cabine, curtmetratge de dibuixos animats.
- Rêve au coin du feu

### Étienne-Jules Marey
- Falling Cat
- Chat En Chute Libre

### William K. L. Dickson
- A Bar Room Scene
- Alleni's Boxing Monkeys
- Amateur Gymnast, No. 2

Fred Ott Sneeze.

- Annabelle Butterfly Dance, protagonitzada per Annabelle Moore.
- Annabelle Sun Dance, protagonitzada per Annabelle Moore.
- Annie Oakley, protagonitzada per Annie Oakley.
- Armand D'Ary, protagonitzada per Armand D'Ary.
- Athlete with Wand.
- Babies in High Chairs.
- Band Drill, dirigida per William Heise i William K. L. Dickson, escrita per Charles Hale Hoyt i protagonitzada per Frank Baldwin.
- Bertoldi (Mouth Support), protagonitzada per Ena Bertoldi.
- Bertoldi (Table Contortion), protagonitzada per Ena Bertoldi.
- Boxing, protagonitzada per Jack McAuliffe.
- Boxing Cats (Prof. Welton's), possiblement la primera pel·lícula de comèdia.[cal citació]
- Bucking Broncho, dirigida per William Heise i William K. L. Dickson i protagonitzada per Frank Hammitt i Lee Martin.
- Buffalo Bill, protagonitzada per William F. Cody.
- Buffalo Dance, protagonitzada per Hair Coat, Parts His Hair i Last Horse.
- Caicedo (with Pole), protagonitzada per Juan A. Caicedo.
- Caicedo (with Spurs), protagonitzada per Juan A. Caicedo.
- Carmencita, protagonitzada per Carmencita.
- Chinese Laundry Scene, dirigida per William Heise i William K. L. Dickson i protagonitzada per Phil Doreto i Robetta.
- Chinese Opium Den.
- Cock Fight, No. 2, dirigida per William Heise i William K. L. Dickson i protagonitzada per Henry Welton.
- Corbett and Courtney Before the Kinetograph, dirigida per William Heise i William K. L. Dickson i protagonitzada per James J. Corbett i Peter Courtney.
- Cupid's Dance, protagonitzada per Florence Ewer, Lenora Ewer i Mildred Ewer.
- Dance, protagonitzada per Rosa France, Frank Lawton i Etta Williamson.
- Dance du Ventre.
- The Dickson Experimental Sound Film també protagonitzada per William K.L. Dickson.
- Dogs Fighting.
- Edison Employee Picnic.
- Fancy Club Swinger, protagonitzada per John R. Abell.
- Finale of 1st Act, Hoyt's 'Milk White Flag'.
- Fire Rescue Scene, dirigida per William Heise i William K. L. Dickson
- Fred Ott's Sneeze (coneguda com a Edison Kinetoscopic Record of a Sneeze) protagonitzada per Fred Ott.
- Fred Ott Holding a Bird protagonitzada per Fred Ott.
- French Dancers.
- Glenroy Bros (boxa còmica), dirigida per William Heise i William K. L. Dickson. Una de les primeres pel·lícules de comèdia.[cal citació]
- Hadj Cheriff, protagonitzada per Hadji Cheriff.
- Highland Dance.
- Human Pyramid, protagonitzada per Saleem Nassar.
- The Hornbacker-Murphy Fight, protagonitzada per Eugene Hornbacker i Murphy.
- Imperial Japanese Dance, dirigida per William Heise i William K. L. Dickson i protagonitzada per The Sarashe Sisters.
- Lady Fencers (With Broadswords), protagonitzada per Louise Blanchard i Helen Englehart.
- Lady Fencers (With Foils).
- Lasso Exhibition, protagonitzada per Frank Hammitt i Lee Martin.
- Lasso Thrower, protagonitzada per Vicente Oropeza.
- Leonard-Cushing Fight, protagonitzada per Jack Cushing i Mike Leonard.
- Luis Martinetti, Contortionist, protagonitzada per Luis Martinetti.
- Man of a Thousand Faces, protagonitzada per George Layman.
- May Lucas, protagonitzada per May Lucas.
- Men on Parallel Bars.
- Mexican Knife Duel, protagonitzada per Pedro Esquivel i Dionecio Gonzales.
- Miss Lucy Murray, protagonitzada per Lucy Murray.
- Mlle. Capitaine, protagonitzada per Alciede Capitaine.
- Organ Grinder, No. 1 i Organ Grinder, No. 2.
- Oriental Dance, protagonitzada per Rosa.
- Rat Killing.
- Rats and Terrier No. 2 i Rats and Terrier No. 3.
- Rats and Weasel.
- Ruth Dennis, protagonitzada per Ruth St. Denis.
- Sandow, (Sandow No. 1) Souvenir Strip of the Edison Kinetoscope, Sandow No. 2 i Sandow No. 3, protagonitzada per Eugen Sandow.
- Sheik Hadji Tahar, protagonitzada per Sheik Hadji Tahar.
- Sioux Ghost Dance, dirigida per William Heise i William K. L. Dickson.
- Summersault Dog, protagonitzada per Lucy the Dog i Ivan Tschernoff.
- Sword Combat, protagonitzada per Najid and Saleem Nassar.
- The Barbershop, dirigida per William Heise i William K. L. Dickson.
- The Carnival Dance, protagonitzada per Madge Crossland, May Lucas i Lucy Murray.
- The Cock Fight.
- The Pickaninny Dance, from the 'Passing Show', protagonitzada per Joe Rastus, Denny Tolliver i Walter Wilkins.
- The Widder, protagonitzada per Isabelle Coe.
- The Wrestling Dog, protagonitzada per Henry Welton.
- Topack and Steele, protagonitzada per George W. Steele i George Topack.
- Toyou Kichi, protagonitzada per Toyou Kichi.
- Trained Bears
- Trapeze
- Unsuccessful Somersault
- Walton and Slavin No. 1, Walton and Slavin No. 2, Walton and Slavin No. 3 i Walton and Slavin No. 4 protagonitzada per John Slavin i Charles F. Walton.
- Whirlwind Gun Spinning, protagonitzada per Hadj Lessik.
- Wonderful Performing Dog, protagonitzada per Lucy the Dog i Ivan Tschernoff.
- Wrestling Match.

### Pel·lícules dirigides per altres realitzadors
- Miss Jerry, dirigida per Alexander Black i protagonitzada per Blanche Bayliss, William Courtenay i Chauncey Depew.

## Naixements
- 3 de gener – ZaSu Pitts, actriu estatunidenca (d. 1963)
- 8 de febrer – King Vidor, actor i director estatunidenc (d. 1982)
- 14 de febrer – Jack Benny, comedià estatunidenc (d. 1974)
- 2 de maig – Norma Talmadge, actriu estatunidenca (d. 1957)
- 20 de maig – Estelle Taylor, actriu estatunidenca (d. 1958)
- 16 de juny – Norman Kerry, actor estatunidenc (d. 1956)
- 25 de juliol – Walter Brennan, actor estatunidenc (d. 1974)
- 27 de juliol – Mientje Kling, actriu neerlandesa (d. 1966)
- 15 de setembre – Jean Renoir, director francès (d. 1979)
- 26 de setembre – Gladys Brockwell, actriu estatunidenca (d. 1929)
- 27 de setembre – Olive Tell, actriu estatunidenca (d. 1951)
- 10 d'agost – Alan Crosland, director estatunidenc (d. 1936)
- 7 d'octubre – Del Lord, pioner i director de Hollywood canadenc (d. 1970)
- 20 d'octubre – Olive Thomas, actriu estatunidenca (d. 1920)
- 27 d'octubre – Agda Helin, actriu sueca (d. 1984)
- 9 de novembre – Mae Marsh, actriu estatunidenca (d. 1968)
- 8 de desembre – Marthe Vinot, actriu francesa (d. 1974)

## Debut
- Annabelle Whitford (Annabelle Sun Dance)
- William Courtenay (Miss Jerry)